# Leyland (Lancashire)
Pour les articles homonymes, voir Leyland.
Leyland (/ˈleɪlənd/) est une ville de l'arrondissement de South Ribble, dans le comté du Lancashire, en Angleterre. Elle se trouve à environ 10 km au sud de la ville de Preston.
La population était de 39276 habitants lors du recensement de 2016.
Tout au long des XXe et XXIe siècles, la communauté a connu une forte croissance de l'industrie, de la population et de l'agriculture.
Le nom de la commune est d'origine anglo-saxonne, signifiant "terre non labourée".

## Histoire
Le secteur de Leyland était une zone agricole, traversée par des routes romaines, de l'ancienne Wigan à Walton-le-Dale et laissé intact pendant de nombreux siècles jusqu'à ce qu'il soit redécouvert peu de temps après la bataille d'Hastings en 1066.
Leyland est mentionné dans le Domesday Book (Livre du Jugement Dernier) sur l'année 1085.
En 1066, le roi Édouard le Confesseur régnait sur l'ensemble du comté de Leyland. Le manoir était divisé en trois grandes terres de labour, qui étaient contrôlées par les nobles locaux.
Au XIIe siècle, Leyland relève de la baronnie de Penwortham.
La zone de Worden, qui est maintenant Worden Park, était l'un des neuf oxgangs (ancienne mesure agraire anglaise) de terres accordés aux Chevaliers Hospitaliers, par Roger de Lacy, dans le Lancashire, mais la terre a été attribuée à un homme local, un ami très proche de Roger de Lacy, Hugh Bussel, qui fut nommé propriétaire des terres en 1212.

## L'industrie
La ville est devenue célèbre grâce au constructeur d'autobus et de camions Leyland Motors, qui, durant les années 1950 à 1970, n'a cessé de s'agrandir et a racheté plusieurs constructeurs automobiles britanniques, dont British Motor Corporation, Standard-Triumph et Rover, pour devenir l'énorme groupe British Leyland en 1968. Le constructeur de camions est toujours opérationnel aujourd'hui avec la marque Leyland Trucks, qui appartient au groupe américain Paccar.
Leyland abrite également l'une des principales sociétés de maintenance et de services publics du Royaume-Uni, Enterprise plc sur Centurion Way. 